# Annette Ernst
Annette Ernst (* 1966 in Bad Homburg vor der Höhe) ist eine deutsche Regisseurin.

## Leben und Werk
Nach dem Studium der Germanistik, Romanistik und der Theater-, Film- und Fernsehwissenschaften in Frankfurt und Paris (1986–1992) arbeitete Ernst zunächst als Journalistin und Fernsehmoderatorin. Von 1996 bis 1997 war sie Stipendiatin der Drehbuchwerkstatt an der Hochschule für Fernsehen und Film München.
Für ihren Fernsehfilm Kiss and Run (2002) erhielt sie zusammen mit den Hauptdarstellern Maggie Peren und Ken Duken den Adolf-Grimme-Preis für 2005. Die Produktion erfolgte durch die Stoked Film GmbH, die sie mitgegründet hat. Mein erster Freund, Mutter und ich (2003) brachte 2004 eine Nominierung für den Adolf-Grimme-Preis. Für ihr Konzept für den Dokumentarfilm „Watermarks“ erhielt sie zusammen mit Heike Kühn 2009 den Preis für das beste Drehbuch beim Hessischen Filmpreis.
2009 begann sie eine Langzeitbeobachtung über zwei lesbische Mütter und ihre drei Söhne, 2022 feierte der Kinodokumentarfilm „Mutter, Mutter, Kind – let's do this differently“ in New York seine Premiere.
Annette Ernst ist eine der Gründerinnen von Pro Quote Regie. Sie ist Mitglied der Deutschen Filmakademie.

## Filmografie
Kurzfilme
- 1996: Wer hat Angst vorm Weihnachtsmann?
- 2000: Die Aufschneider

Fernsehen
- 2003: Mein erster Freund, Mutter und ich
- 2005: Bettgeflüster & Babyglück
- 2006: Geile Zeiten
- 2007: Zwei Wochen Chef
- 2009: Für meine Kinder tu’ ich alles
- 2012: Der Mann, der alles kann
- 2012: Es kommt noch dicker (Fernsehserie, 3 Folgen)
- 2014: Josephine Klick – Allein unter Cops (Fernsehserie, 3 Folgen)
- 2018: Deutsch-Les-Landes (Magenta TV / Amazon France)
- 2020: Daheim in den Bergen – Väter (Fernsehreihe)
- 2023: Ein Sommer auf Malta
- 2024: Einspruch, Schatz! (Fernsehreihe, 2 Folgen)

Kinofilme
- 2002: Kiss and Run
- 2021:  Mutter, Mutter, Kind – let‘s do this differently (Kinodokumentation)